# بیورن خیفس
بیورن خیفس (به انگلیسی: Björn Skifs) (زاده ۲۰ آوریل ۱۹۴۷) خواننده سوئدی است
او در یوروویژن ۱۹۷۸ و یوروویژن ۱۹۸۱ نماینده سوئد بود.